# محمدعلی جوهر
محمد علی جوهر (۱۰ دسامبر ۱۸۷۸–۴ ژانویه ۱۹۳۱)، همچنین به نام مولانا محمدعلی جوهر (اردو: مَولانا مُحمّد علی جَوهر)، یک فعال، روزنامه‌نگار و شاعر مسلمان هندی و از چهره‌های پیشرو استقلال هند و پاکستان بود.
وی در سال ۱۹۲۳ به عنوان رئیس حزب کنگره ملی هند انتخاب شد ولی تنها چند ماه به طول انجامید. او همچنین یکی از بنیانگذاران و روسای مسلم لیگ بود.

## اوایل زندگی و آغاز کار
محمدعلی در سال ۱۸۷۸ در نجیب آباد (اوتار پرادش هند) متولد شد. پدرش عبدالعلی خان وقتی پنج ساله بود درگذشت. برادر وی مولانا شوکت علی بود.
علیرغم مرگ زودهنگام پدر، جواهر در دانشگاه مسلمان علیگر حضور یافت و در سال ۱۸۹۸ به کالج لینکلن آکسفورد برای تحصیل تاریخ مدرن رفت.
وی پس از بازگشت به هند، به عنوان مدیر آموزش و پرورش در ایالت رامپور خدمت کرد. وی به نویسنده و بزرگی و یک رهبر سیاسی دوراندیش تبدیل شد و مقالاتی را در روزنامه‌های مهم انگلیس و هندی مانند گاردین و تایمز نوشت. وی در سال ۱۹۱۲ به دهلی نقل مکان کرد و در آنجا روزنامه ای اردو به نام همدرد را در سال ۱۹۱۳ راه اندازی کرد. او در سال ۱۹۰۲ با امجد بیگم ازدواج کرد. امجد بیگم نیز فعالانه درگیر نهضت ملی شد.
جوهار برای گسترش دانشگاه مسلمانان علیگر، که در آن زمان به عنوان دانشکده محمدگان آنگلو شرقی شناخته می‌شد، بسیار کوشید و در سال ۱۹۲۰ یکی از بنیانگذاران جامعه ملیه اسلامیه بود که بعداً به دهلی منتقل شد.

## نهضت خلافت و فعالیتهای سیاسی

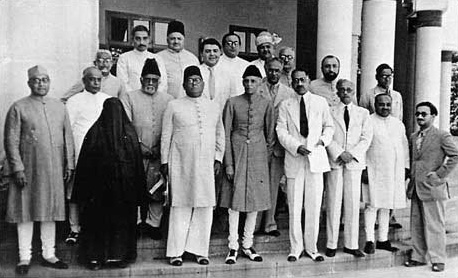
کمیته کاری اتحادیه مسلمانان سراسر هند لاهور 1940

جوهار در سال ۱۹۰۶ در نشست مؤسس اتحادیه مسلمانان تمام هند در داکا شرکت کرد و در سال ۱۹۱۸ به عنوان رئیس آن خدمت نمود. وی تا سال ۱۹۲۸ در اتحادیه حضور فعال داشت. محمدعلی جوهر "تمایز بی نظیری در هدایت امور سه جنبش مهم سیاسی در کشور داشت: کنگره ملی هند، اتحادیه مسلمانان هند و جنبش خلافت ."
وی نماینده هیئت مسلمانی بود که در سال ۱۹۱۹ به انگلستان سفر کرد تا دولت انگلیس را متقاعد کند تا از مصطفی کمال آتاترک حمایت نکند. رد درخواست آنها از سوی دولت انگلیس منجر به تشکیل کمیته خلافت شد که مسلمانان سراسر هند را به اعتراض و تحریم دولت انگلیس هدایت کرد.
وی در این دوران عنوان احترام آمیز مولانا را کسب کرد. علی چوهر در سال ۱۹۲۱ ائتلاف گسترده‌ای با رهبران ناسیونالیست مانند شوکت علی، مولانا آزاد، حکیم اجمل خان، مختار احمد انصاری، سید عطا اوللا شاه بخاری و همچنین مهاتما گاندی و در حمایت از استقلال هند تشکیل داد که منجر به جنبش عدم همکاری با حکومت شد. جوهر همچنین از گاندی یک جنبش مقاومت ملی مدنی حمایت کرده و صدها اعتراض و اعتصاب را در سرتاسر هند الهام بخشید. وی توسط مقامات انگلیس دستگیر شد و به دلیل آنچه که در سخنرانی کنفرانس خلافت به عنوان سخنان فتنه گرانه خوانده شد، به مدت دو سال زندانی گشت.

## بیگانگی از کنگره
با این حال، جوهر از ناکامی جنبش خلافت و تعلیق گاندی از جنبش عدم همکاری در سال ۱۹۲۲ به دلیل حادثه چوری چورا سرخورده شد. در این حادثه، در ۴ فوریه ۱۹۲۲، هنگامی که گروه بزرگی از معترضان، با شرکت در جنبش عدم همکاری گاندی، با پلیس درگیر شدند، پلیس آتش گشود و سه معترض را به قتل رساند. در تلافی، تظاهرکنندگان حمله کردند و یک ایستگاه پلیس را آتش زدند. در نتیجه ۲۳ پلیس کشته شدند. کنگره ملی هند جنبش عدم همکاری در سطح ملی را تحت عنوان مسبب اصلی حادثه به حالت تعلیق درآورد.

## زندان در کراچی
در سال ۱۹۲۱، دولت انگلیس در کراچی دادگاهی تأسیس کرد و او را به دو سال و نیم زندان در زندان مرکزی کراچی محکوم کرد. علاوه بر این حکم زندان، وی به دلیل فعالیت‌های ضد حکومتی وی به حبس‌های زیاد و مکرر در زندان محکوم شده بود. با این حال، او همچنان به مبارزه برای آنچه معتقد بود ادامه داد و این الهام بخش شکل‌گیری پاکستان بود.

## کنفرانس ۱۹۳۰ لندن
سرانجام زندان‌های پیاپی، دیابت وی و عدم تغذیه مناسب در حین زندان، او را بسیار بیمار کرد. با وجود عدم سلامتی، وی می‌خواست در اولین کنفرانس میزگرد که در سال ۱۹۳۰ در لندن برگزار شد، شرکت کند. او در این کنفرانس که به ریاست آقاخان بود، شرکت کرد. بنا بر گزارش‌ها، سخنان وی به دولت انگلیس مبنی بر این بود که او زنده نخواهد ماند، مگر اینکه کشور آزاد شود، "من ترجیح می‌دهم تا زمانی که کشور آزاد نباشد، در یک کشور خارجی بمیرم، و اگر شما به ما آزادی ندهید. باید اینجا به من قبر بدهید. "

## مرگ و میراث
وی در ۴ ژانویه ۱۹۳۱ در اثر سکته مغزی در لندن درگذشت و با انتخاب اقوام، دوستان و دوستدارانش در اورشلیم دفن شد. کتیبه ای که بر روی قبر او در نزدیکی قبه الصخره است می‌گوید: «در اینجا السید محمدعلی الهندی آرمیده‌است.»
مکانهای مختلفی به نام محمدعلی جوهر نامگذاری شده‌است. این شامل:
- تالار مولانا محمد علی جوهر، تالار اقامت پسران، جامعه ملیه اسلامیه (دانشگاه مرکزی)، دهلی نو، هند[۱۶]
- تالار مولانا محمدعلی جوهر، تالار میزبان پسران، دانشگاه پنجاب، لاهور پاکستان.[۱۷]
- جنوب بمبئی، هند
- گلستان جوهر (اردو: گلستانِ جوهر) محله کراچی، پاکستان
- محمد علی پارک، در مرکز کلکته، هند
- جامعه مسکن تعاونی محمدعلی در کراچی، پاکستان
- شهر جوهر در لاهور، پاکستان
- جوهرآباد، شهری در پنجاب، پاکستان
- منطقه جواهرآباد در کراچی پاکستان
- مسجد مولانا محمد علی در سنگاپور[۱۸]
- دانشگاه محمد علی جعفر، رامپور، اوتار پرادش، هند
- آکادمی مطالعات بین‌المللی مولانا محمدعلی جوهر، جامعه ملیه اسلامیه، دهلی نو[۱۹]
- با الهام از روزنامه‌نگاری عالی انگلیسی او، کتابخانه انگلیسی جداگانه ای در حوزه علمیه مشهور اسلامی جهان دارول اولوم ناداتول علما، لاکنو، هند تأسیس شده‌است.
- جوهر هاستل، دانشگاه کشاورزی سند تاندو جم، سند، پاکستان.[۲۰]
- جاده مولانا محمدعلی (معروف به جاده MM Ali)، خیابان شلوغی در شهر کالیکوت، کرالا.
- خدمات پستی پاکستان در سالگرد تولد وی در سال ۱۹۷۸ میلادی برای محمدعلی جوهر در سریال «پیشگامان آزادی» یک تمبر بزرگداشتی ارسال کرد[۱]
- کالج مولانا محمدعلی، تانگیل، بنگلادش[۲۱]
- ساحل مولانا محمدعلی، کالیکوت، کرالا جایی که در حین جنبش خلافت سخنرانی کرد[۲۲]
- جاده مولانا محمدعلی (معمولاً به عنوان جاده MM Ali معروف است) در بنگلادش.